# Bačko Novo Selo
Bačko Novo Selo (cyr. Бачко Ново Село) – wieś w Serbii, w Wojwodinie, w okręgu południowobackim, w gminie Bač. W 2011 roku liczyła 1072 mieszkańców.